# John Stephen Akhwari
John Stephen Akhwari (1938,  in Mbulu, Tanganyika) is een Tanzaniaanse atleet. Hij vertegenwoordigde Tanzania bij de marathon van de Olympische Zomerspelen van 1968 in Mexico.

## Olympische marathon van 1968
Toen hij meedeed aan de marathon in Mexico-Stad, kreeg Akhwari het benauwd vanwege de grote hoogte waarop de stad ligt; hij had niet op zo'n hoogte getraind. Na 19 van de in totaal 42 kilometer was er wat gedrang om positie te behouden, en werd hij geraakt. 
Hij viel, verwondde zijn knie en ontwrichtte het kniegewricht en zijn schouder raakte de stoeprand hard. Hij gaf echter niet op, en eindigde als laatste van de 57 deelnemers die de race voltooiden (uit een veld van 75). De winnaar van de marathon, Mamo Wolde uit Ethiopië, finishte in 2:20.26. Akhwari eindigde ruim een uur later in 3:25.27, toen er nog maar een paar duizend mensen in het stadion waren en de zon al onder was. Een televisieploeg werd uit de medailleceremonie teruggestuurd na het bericht dat er nog een loper op het punt stond te finishen.
Toen hij eindelijk, lopend met een verband om zijn knie, over de finish kwam, klonk er gejuich van de kleine menigte. Toen hem later in een interview werd gevraagd waarom hij bleef rennen, zei hij: "Mijn land heeft me niet 5.000 mijl ver weg gestuurd om aan de race te beginnen; ze hebben me 5.000 mijl ver weg gestuurd om de race uit te lopen."

## Sportcarrière
Akhwari deed vele jaren voor en na de betreffende Olympische Spelen van 1968 mee aan kampioenschappen. Zo was hij al geëindigd als eerste in de Afrikaanse marathonkampioenschappen. In 1970 eindigde hij als vijfde in de marathon van de Commonwealth Games, waar hij een tijd van 2:15.05 liep (de winnende tijd was 2:09.28). In diezelfde Commonwealth Games liep hij een 28.44 op de 10.000 meter en had hij slechts ongeveer 30 seconden achterstand op de leiders. In marathons liep hij regelmatig een tijd van rond de 2:20, zowel voor als na de Olympische Spelen van 1968. Het grootste deel van de jaren zestig en zeventig was hij een hardloper van wereldklasse.

## Carrière na de sport
Na zijn sportcarrière keerde Akhwari terug naar Tanzania, waar hij in het leger diende, trouwde en in zijn dorp met zijn vrouw en kinderen woonde. Ze waren boeren en werkten op het land. In 1983 kreeg hij de nationale eremedaille. Hij gaf zijn naam aan de John Stephen Akhwari Athletic Foundation, een organisatie die Tanzaniaanse atleten ondersteunt die trainen voor de Olympische Spelen. Hij werd uitgenodigd voor de Olympische Spelen van 2000 in Sydney, Australië na onderwerp van de reclamecampagne The Greatest Last-Place Finish Ever van het Internationaal Olympisch Comité te zijn geweest, en verscheen in Peking als goodwillambassadeur ter voorbereiding op de Spelen van 2008 . Bij de Olympische fakkeltocht  door zijn land was hij op 13 april 2008 fakkeldrager in Dar es Salaam.